# Polyboroides radiatus
Lo sparviero serpentario del Madagascar (Polyboroides radiatus (Scopoli, 1786)) è un uccello rapace della famiglia Accipitridae, endemico del Madagascar.

## Descrizione
È un rapace di grande taglia (lunghezza 68–70 cm). Si riconosce facilmente per le striature bianche e nere del piumaggio delle sue parti inferiori e per una placca cutanea di colore dal rosa al giallo attorno agli occhi.

## Biologia

### Alimentazione
Si nutre di una ampia varietà di prede tra cui piccoli lemuri, volpi volanti, uccelli, rettili, anfibi e insetti.

### Riproduzione
La femmina depone solitamente due uova, bianche con macchie marroni, in un nido in genere costruito sulla biforcazione principale di un grande albero. L'incubazione dura circa 39 giorni. Pochi giorni dopo la schiusa solitamente uno dei due pulli sopprime l'altro (comportamento noto tra gli uccelli come cainismo).

## Distribuzione e habitat
La specie è abbastanza comune in tutto il Madagascar, fatta eccezione per la regione degli altipiani centrali.
È presente in differenti habitat dalla foresta pluviale alla foresta spinosa, dal livello del mare sino a 1000 m di altitudine.